# Драгиша Андрић
Драгиша Андрић (Београд, 20. фебруар 1942) је српски сликар, графичар и дизајнер.

## Биографија
Драгиша Андрић је дипломирао 1966. на Одсеку за графику Академије ликовних уметности у Београду, у класи Бошка Карановића. Од 1966. излагао на групним изложбама Графичког колектива и УЛУС-а. Био је учесник је значајних ликовних смотри у земљи (Октобарски салон, Тријенале савремене југословенске графике у Битољу), као и радионице Отворени графички атеље Народног музеја у Београду (1988, 1994).
Као дизајнер Завода за израду новчаница у Београду, дао је низ успелих решења за израду папирног и кованог новца, плаката, значака и остварио низ значајних пројеката из области нумизматике: златни и сребрни новац поводом Медитеранских игара у Сплиту (1979), златни и сребрни новац поводом XIV зимских олимпијских игара у Сарајеву (1984).
Добитник је Златне игле УЛУС-а (1978) као и признања за дизајн из области нумизматике.
Његово графичко стваралаштво карактерише атмосфера интимности и присности. Ране фигуралне композиције, решене једноставним, прочишћеним ликовним језиком, имају јасну структуру. Каснија дела припадају поетици нове фигурације, са елементима фантастике или носталгичним реминисценцијама на дела из историје уметности.
Од 90-их година 20. века живи у Канади.